# Goniothalamus elegans
Goniothalamus elegans är en kirimojaväxtart som beskrevs av Suzanne Ast. Goniothalamus elegans ingår i släktet Goniothalamus och familjen kirimojaväxter. Inga underarter finns listade i Catalogue of Life.